# ハワード・ウンルー
ハワード・バートン・ウンルー（アンルー、Howard Barton Unruh, 1921年1月21日 - 2009年10月19日）は、アメリカ合衆国の犯罪者。1949年9月6日、ニュージャージー州カムデンにて、12分間の間に子供3人を含む13人を殺害した。大量殺人犯（mass murderer）、またはスプリー・キラー（spree killer）に分類される。彼が起こした殺人事件は「死の散歩」（Walk of Death）の呼び名で知られる。ウンルーは触法精神障害者（criminally insane）と認定され、2009年に病死するまでのおよそ60年間にわたって拘禁下に置かれていた。

## 経歴
1921年、父サミュエル・シップレー・ウンルー（Samuel Shipley Unruh）と母フレッダ・E・ヴォルマー（Freda E. Vollmer）の元に生を受ける。両親の離婚後は弟のジェイムズ（James）と共に母のもとで暮らした。イースト・カムデンで少年期を過ごし、クラーマー中学校（Cramer Junior High School）を経て、1939年1月にウッドロー・ウィルソン高校を卒業した。1939年の同校卒業文集では、彼が恥ずかしがり屋であることや、政府職員になる夢を持っている事などが記されている。
第二次世界大戦には陸軍の一員として従軍した。勇敢な戦車兵として名を知られたウンルーはバルジの戦いにも参加し、自らが殺害したドイツ兵について遺体の状況などを事細かに記録していたという。終戦後の1945年には名誉除隊を果たし、銃器や勲章などの多くの戦利品を抱えて帰国を果たした。実家の寝室にはこれらの戦利品を飾り立て、地下室には射撃場も作っていた。しかし、彼は戦後も職を得る事ができないまま母と共に暮らし、事件の3ヶ月前頃から世捨て人のような生活を送っていた。彼が家の近くをうろついたり毎日の礼拝に出ている間、母は工場で働いて生活費を工面していた。一時はフィラデルフィアのテンプル大学薬学部に籍を置いていたが、わずか3ヶ月で中退している。
隣人とのトラブルも多く、周辺との関係は事件3ヶ月前から大幅に悪化していた。彼は母のもとで暮らしていたため、周囲から「マザコン坊や」（mama's boy）とからかわれていた。近所の10代の若者らも、ウンルーを「ホモ」だと呼んで馬鹿にしていた。伝えられるところによれば、ウンルーはフィラデルフィアの映画館で実際に「同性愛関係」を結んだことについて深く悩んでいたという。

## 「死の散歩」事件
やがて精神を病んだウンルーは、隣人らに対する偏執病的な被害妄想を抱き、彼らから言われた（実際に言われたかは不明であるものの）悪口などを事細かく日記に書き留めるようになった。日記には悪口を言った隣人の名前が書き連ねられ、そのうちのいくつかの隣には「報復」(retaliate)を略した"retal."の語が書き込まれていた。1949年9月6日午前3時、映画館から帰宅したウンルーは自宅前に立ててあったゲートが盗まれていることに気がついた。ウンルーは後の取調べで「昨晩帰宅した時、うちのゲートが盗まれていてね。だから全員殺すことに決めた」（When I came home last night and found my gate had been stolen, I decided to kill them all.）と語っており、この出来事が事件の直接の引き金になったと考えられている。ウンルーは午前8時まで眠った後、気に入っていた背広に着替えてから母親と共に朝食をとった。しかし、ウンルーは突然レンチを取り出して母親を脅し、この時点で彼女は友人の家へと避難している。
午前9時20分、ウンルーはドイツ製ルガーP08ピストルを手にして家を出た。その後、わずか12分の間に13人が殺害され、3人が負傷した。犯行自体は計画的だったが、一方で標的は無作為に選ばれたものと思われる。ウンルーはまず最初の標的と定めていたパン屋のトラック運転手を銃撃したが命中しなかった。床屋では店の中にいた5人のうち2人を銃撃したが、あとの3人には危害を加えなかった。ウンルーが薬局に向かった時には、ドアの前に立ちはだかった男が射殺された。さらに被害者を目にして速度を緩めた自動車の運転手も射殺された。ウンルーは仕立屋を殺そうと店に向かったが、仕立屋自身が不在だったために夫人を射殺した。
そのほかの標的とされていた店主らは店舗に鍵を掛けてウンルーの襲撃から逃れることに成功した。
その後、パトカーのサイレンを聴いたウンルーは自宅に戻って籠城の準備を整えた。やがて60人以上の警察官が彼の自宅を包囲し、銃撃戦に発展した。
この最中、『カムデン・イブニング・クーリエ』（Camden Evening Courier）紙の記者フィリップ・W・バクストン（Philip W. Buxton）がウンルー宅に電話を掛けることに成功している。バクストンによれば、警察が催涙ガス弾を投げ込むまでのわずかな時間に次のような会話を交わしたという。
「彼らは君に何をしている？」"What are they doing to you?"
「連中はまだ何もしちゃいないが、おれは随分やってやったよ」"They haven't done anything to me yet, but I'm doing plenty to them."
「何人殺した？」"How many have you killed?"
「まだわからない。数えてないんだ。でも、中々のスコアじゃないかな」"I don't know yet.  I haven't counted them.  But it looks like a pretty good score."
「どうして人を殺すんだ？」"Why are you killing people?"
「わからない。まだ答えられないんだ。忙しくてね。後で話そう。何人か友達がおれに会いに来ているんだ」"I don't know. I can't answer that yet.  I'm too busy.  I'll have to talk to you later.  A couple of friends are coming to get me."

## 逮捕
数分後、ウンルーは投降した。逮捕時に警察官が「何があったんだ？お前はきちがいか？」（What’s the matter with you? You a psycho?）と尋ねたところ、彼は「おれはきちがいじゃない。まともだよ」（I'm no psycho. I have a good mind.）と返したという。
その後は警察本部に連行され、警察官およびカムデン郡検察官マイケル・コーエン（Mitchell Cohen）によって2時間以上にわたる取調べを受けた。ウンルーは警察に対し、事件前日の夜に2本立てで上映されていた映画『The Lady Gambles』と『I Cheated the Law』を続けて3度鑑賞し、バーバラ・スタンウィックを彼が憎んでいた隣人の1人だと思い込んでいたと語ったという。また、犯行最中の行動については事細かに証言した。この尋問が終了した時、ウンルーが左太股に銃創を負っていることが明らかになったため、すぐにクーパー病院へと送られた。
ウンルーは13件の「故意かつ事前の悪意に基づいた殺人」（"willful and malicious slayings with malice aforethought"）、3件の「凶悪な暴行」（atrocious assault and battery）に関して起訴を受けた。しかし、後にパラノイド的統合失調症との診断を受けて心神喪失が認められたため、刑事訴追を免れた。ウンルーはクーパー病院を離れ、最高レベルの保安体制を敷いていたニュージャージー精神病院の独房に移された。彼の言葉として最後に公に伝えられたのは、精神科医との対話の中で語られた「十分な弾があれば、1,000人は殺せたんだが」（"I'd have killed a thousand if I had enough bullets."）というものだった。

## 犠牲者
「死の散歩」事件においては、以下の13人が殺害された。このほかに3人の負傷者がある。
- John Joseph Pilarchik, 27
- Orris Martin Smith, 6
- Clark Hoover, 33
- James Hutton, 45
- Rose Cohen, 38
- Minnie Cohen, 63
- Dr. Maurice J. Cohen, 39
- Alvin Day, 24
- Thomas Hamilton, 2
- Helga Kautzach Zegrino, 28
- Helen Wilson, 37
- Emma Matlack, 68
- John Wilson, 9